# 7324 Carret
A 7324 Carret (ideiglenes jelöléssel 1981 BC) a Naprendszer kisbolygóövében található aszteroida. A Harvard Observatory csillagászai fedezték fel 1981. január 31-én.